# Internet Information Services
Pour les articles homonymes, voir IIS.
Internet Information Services, anciennement Internet Information Server, communément appelé IIS (prononcé généralement "2 i s"), est un serveur Web (HTTP) des différents systèmes d'exploitation Windows NT.

## Historique
PWS (en) (Personal Web Server) : serveur Web destiné au grand public. Fourni avec les versions 95, 98 et ME de Windows.
| Version d'IIS | Version de Windows                    | Nouveautés et remarques                                                                               |
| ------------- | ------------------------------------- | --- |
| IIS 1.0       | Windows NT 3.51                       | |
| IIS 2.0       | Windows NT 4.0                        | |
| IIS 3.0       | Windows NT 4.0 Service Pack 3         | Apporte le support des scripts dits "serveurs" Active Server Pages.                                   |
| IIS 4.0       | Windows NT 4.0 Option Pack            | Retrait du support du protocole Gopher. Celui-ci sera dorénavant fourni mais pas installé par défaut. |
| IIS 5.0       | Windows 2000                          | |
| IIS 5.1       | Windows XP Professional               | Cette version ne permet pas d'accepter plus de 10 connexions simultanées.                             |
| IIS 6.0       | Windows Server 2003                   | |
| IIS 7.0       | Windows Server 2008 et Windows Vista  | |
| IIS 7.5       | Windows Server 2008 R2 et Windows 7   | |
| IIS 8.0       | Windows Server 2012 et Windows 8      | |
| IIS 8.5       | Windows Server 2012 R2 et Windows 8.1 | |
| IIS 10.0      | Windows Server 2016 et Windows 10     | Cette version inclut le support de HTTP/2.                                                            |

La réputation de ce logiciel a été entachée à de multiples reprises dans le passé à la suite de la découverte de plusieurs failles de sécurité. Les premières versions étaient installées avec une multitude de modules optionnels, ce qui élargissait les horizons d'attaques d'éventuels crackers. Au cours des dernières années, Microsoft a pris en compte cette constatation ; le moteur de la version 6.0 a ainsi été réécrit dans le but de le rendre plus stable et sécurisé.

## IIS sous Windows XP
Le serveur IIS n'est fourni qu'avec les versions du type « professionnel » du système Windows XP. Le CLUF (« contrat de licence de l'utilisateur final », traduction du sigle EULA, soit « End User Licence Agreement ») de l'édition « Familiale » de Windows XP ne permet pas son utilisation de manière légale.

### Fonctions
IIS prend en charge plusieurs techniques Web telles les CGI, les ASP, les ASP .NET et une API spécifique à IIS de nom ISAPI permettant de créer des extensions et des filtres. IIS prend aussi en charge le langage PHP en mode CGI ou ISAPI.

## Statistiques
Selon l'enquête de Netcraft (septembre 2007), IIS possédait environ 34,94 % des parts de marché. À pareille date, une autre enquête, réalisée par SecuritySpace, n'accordait quant à elle que 20,47 % des parts au serveur IIS par rapport à 73,28 % pour Apache. L'étude de Netcraft  en janvier 2012 annonce une part de 12,14 % pour les serveurs Microsoft.

## ASP/ASP.NET
ASP et plus récemment ASP.NET sont les deux technologies de développement Web de Microsoft. Toutes deux sont nativement supportées par le serveur IIS (versions 6 et ultérieures d'IIS seulement pour le ASP.NET). La consultation des articles éponymes offre plus de détails quant à la construction, au fonctionnement et au développement de ces langages.

## Développement IIS
Microsoft propose un environnement de développement intégré et collaboratif sous le nom de Visual Studio et plusieurs frameworks compatibles .Net existent (ASP.NET AJAX, UltimateMenu, Search Control, RadScheduler, DotNetNuke). Ces frameworks utilisent plusieurs API rarement compatible à 100 % avec .NET (code managé).